# شعب ويتويت
شعب ويتويت هي مجموعة عرقية في إثيوبيا والسودان . يتحدثون لغة بيرتا ، والمعروفة أيضًا باسم (Wetawit) ، وهي لغة نيلية صحراوية . من المرجح أن يتجاوز عدد سكان هذه المجموعة 100000.